# 4-Aminosalicylsäure
4-Aminosalicylsäure (genannt auch Paraaminosalicylsäure, kurz PAS; Handelsnamen: PAS-Fatol N, Granupas) ist ein Antibiotikum zur Tuberkulose-Behandlung.

## Darstellung
Die Darstellung erfolgt durch Carboxylierung von 3-Aminophenol.

## Eigenschaften
4-Aminosalicylsäure kristallisiert im monoklinen Kristallsystem in der Raumgruppe P21/c (Raumgruppen-Nr. 14) mit den Gitterparametern a = 728 pm, b = 382 pm, c = 2533 pm und β = 103°. In der Elementarzelle befinden sich vier Formeleinheiten.

## Verwendung
Paraaminosalicylsäure wurde 1945 von Frederick Bernheim als Chemotherapeutikum in die Tuberkulosetherapie eingeführt und von Jørgen Erik Lehmann befürwortet. PAS wirkt schwächer als andere gegen Tuberkulose eingesetzte Antibiotika (Isoniazid, Rifampicin, Ethambutol, Pyrazinamid oder Streptomycin). Als alleiniges Arzneimittel (auch in den Zubereitungen, etwa als Aminacyl, als PAS-Natrium oder PAS-Calcium) ist es nicht mehr gebräuchlich, spielt aber eine Rolle bei der Medikamentenkombination zur Behandlung einer multiresistenten Tuberkulose. Es ist ein Prodrug in Mycobacterium tuberculosis, da es im Bakterium ebenso wie das eigentliche Substrat p-Aminobenzoesäure von der Dihydropteroat-Synthase im Folatstoffwechsel eingebaut wird, was zu einer Hemmung der Dihydrofolatreduktase führt.
Auch zur Therapie chronisch-entzündlicher Darmerkrankungen (Colitis ulcerosa und Morbus Crohn) wurde PAS zeitweise verwendet.